# Paul Ovink
Paul Hans Ovink (Hilversum, 7 juli 1943 - Baarn, 11 juni 2020) was een Nederlands schilder en grafisch kunstenaar. 
Paul Ovink volgde in de zestiger jaren een opleiding aan de Rietveld Academie in Amsterdam.
Na een tijdlang in de reclame te hebben gewerkt werd hij tekendocent aan een school in Laren. Hij gaf schilderlessen in Frankrijk en Portugal. Gedurende 25 jaar werkte hij aan de Volksuniversiteit in Baarn. Hij was lid van kunstenaarsvereniging De Kring in Hilversum en de Baarnse Kunstenaarsvereniging.

## Werk
Zijn schilderijen zijn figuratief van aard. Hij werkte meest met olie/acrylverf op doek. Onderwerpen waren landschappen, stenen, miniaturen, doeken en architectuur.
Ovink restaurateerde olieverfschilderijen uit de negentiende eeuw. Een deel daarvan was te zien in een documentaire van filmer Wim Daems over Paul Ovink. Het programma werd in 2008 uitgezonden door RTV Noord-Holland. 
Paul Ovinks eerste tentoonstelling was in 1970 bij galerie Cesar in Baarn. Daarna volgden exposities in onder andere het Singer Museum (1989) in Laren, kasteel Groeneveld (1997) in Baarn, het gebouw van de Tweede Kamer (1984) en Spant! (1983) in Bussum.
Werk van Ovink werd in 1988 aangekocht door de gemeente Baarn. 